# Cerodontha pseudopygmina
Cerodontha pseudopygmina este o specie de muște din genul Cerodontha, familia Agromyzidae, descrisă de Zlobin în anul 1986. Conform Catalogue of Life specia Cerodontha pseudopygmina nu are subspecii cunoscute.